# Julio Agustín Vanasco
Julio Agustín Vanasco (1886-1975) fue un político argentino. Se desempeñó, durante el período histórico conocido como la Década Infame, como gobernador del Territorio Nacional de Misiones entre el 12 de septiembre de 1935 hasta el 16 de agosto de 1938. En los comicios parlamentarios de 1940, es electo Diputado por Corrientes, en representación de la UCR Antipersonalista. Siendo parte de esta colectividad, apoyó el golpe de 1930, siendo un cercano a Leopoldo Melo, Ministro del Interior del Gobierno de Agustín P. Justo, lo que lo llevó a ser designado al cargo anteriormente referido. 
Luego del golpe de 1943, fue el único Diputado (también por Corrientes) elegido de los radicales antipersonalistas, bajo el gobierno de Juan Domingo Perón del cual será un ferviente opositor.
Ya que los gobernadores de los Territorios Nacionales eran designados por decreto presidencial, en muchos casos las designaciones se hacían fuera de término, por lo que la fecha de fin de mandato de un gobernador no combinaba con la del comienzo del sucesor. Para cubrir este intervalo se designaba interinamente a algún funcionario de la Casa de Gobierno. Durante su gobernación se produjo la Masacre de Oberá ocurrida el 15 de marzo de 1936 cuando un grupo de colonos tabacaleros marcharon desde localidades aledañas (Samambaya, Los Helechos, Ameghino, Guaraní y Campo Viera), reclamando por mejores precios por sus productos. Al llegar son emboscados y recibidos a golpes y tiros por los policías. Del incidente resultaron varios heridos, muertos y mujeres violadas, colonos que fueron llevados como prisioneros. Hubo cuatro muertos confirmados, aunque historiadores sostienen una cifra mayor. Durante su mandato, gran parte de las tierras provinciales fueron entregadas a menos de una docena de grandes propietarios rurales, 11 de ellos vinculados a Vanasco y a la UCR local, y más de 23 pueblos indígenas fueron expulsados de sus tierras, vendidos y obligados a trabajar en obrajes.